# 中欣特賴峰

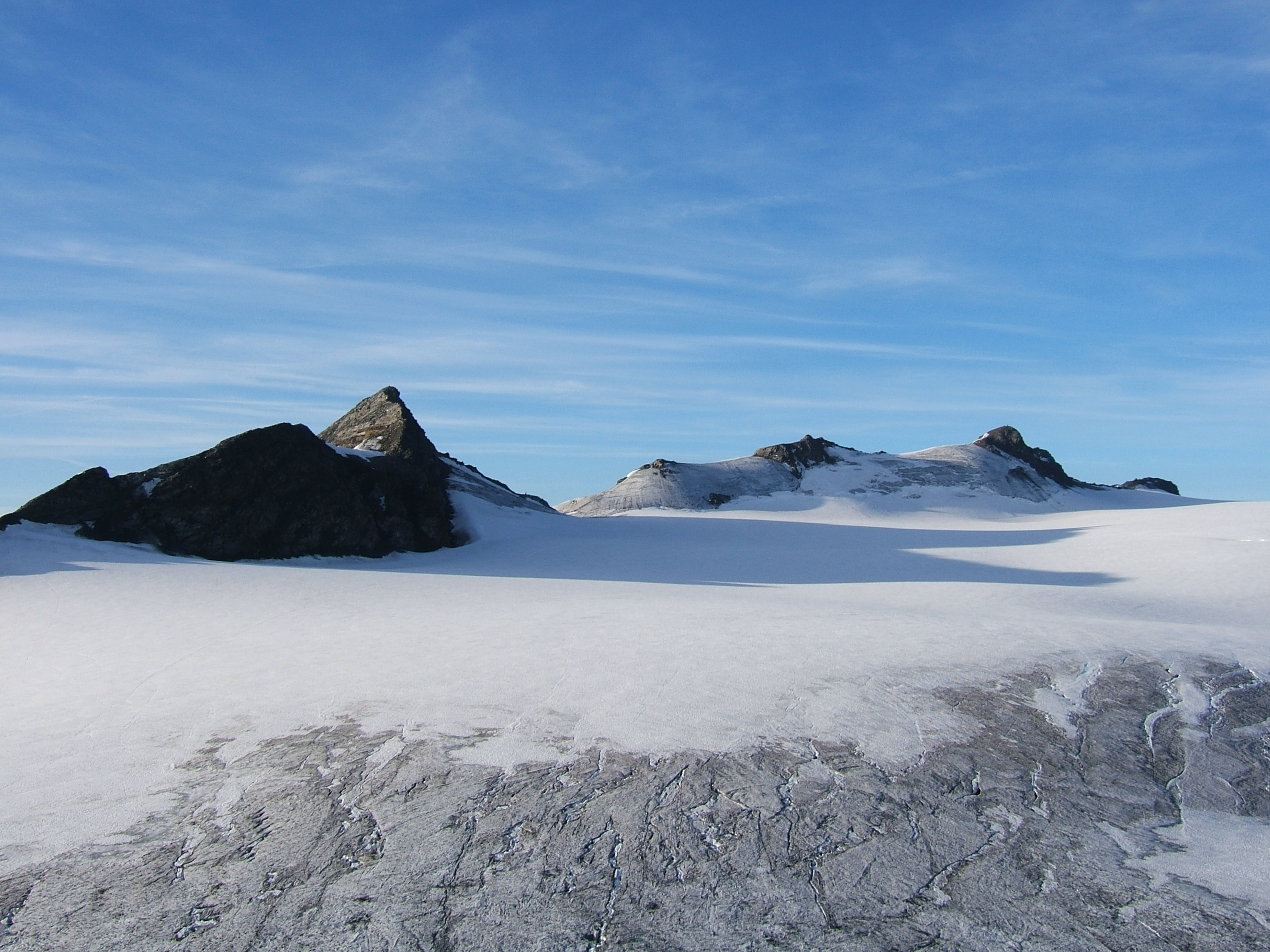

46°49′36″N 10°46′31″E / 46.826627°N 10.775398°E
中欣特賴峰（德語：Mittlere Hintereisspitze），是奧地利的山峰，位於該國西部，由蒂羅爾州負責管轄，屬於奧茨塔爾阿爾卑斯山脈的一部分，距離後欣特賴峰0.8公里，海拔高度3,450米，每年平均降雨量1,357毫米。